# ママズ・ガン
ママズ・ガン(Mamas Gun)はイギリスの5ピースバンド。

## 経歴
リードボーカルで作曲、プロデュースも手掛けるアンディ・プラッツを、キーボードのデイヴ・オリバーが誘ったことから、バンドとしてのキャリアが始まる。バンド名はエリカ・バドゥのアルバム『ママズ・ガン』に由来する。
2009年にファースト・アルバム『ルーツ・トゥ・リッチーズ』がリリースされ大絶賛される。本国のBBCで何度も放送され、日本をはじめとする世界中のラジオ局で放送された。
玉置浩二の『行かないで』をカバーしたこともある。ただし、直接のカバーではなく、香港の歌手がカバー・バージョン『李香蘭』のカバーである。

## メンバー
- アンディ・プラッツ　:ボーカル
- デイヴ・オリバー　:キーボード
- テリー・ルイス　:ギター
- ジャック・ポリット　:ドラム

- キャメロン・ドーソン　:ベース

## ディスコグラフィー
- ルーツ・トゥ・リッチーズ

## 評価
- ハマ・オカモトが「五枚目のアルバムから良いと思った。録音とソングライティングが良かった。オールドソウルの単なる真似ではないところが良い」と評価した[5]。